# Susanna Shannon
Pour les articles homonymes, voir Shannon.
Susanna Shannon, née le 22 mai 1957 à Washington DC est une designer graphique et directrice artistique américaine. Elle vit et travaille à Paris. 

## Biographie
Fille d’un reporter américain, elle passe son enfance entre la France et les États-Unis. Malgré une admission à l'Université de Californie à Santa Barbara, Susanna Shannon décide de continuer ses études en France où elle avait passé une partie de son enfance. Durant ces années de lycée en France elle rencontre « Lutte Ouvrière au fond de la classe », la Ligue communiste révolutionnaire, le trotskisme et l’action politique. Elle est interdite de séjour en France pour son action politique. Cela l’amène à Londres, où elle rencontre le designer David King, qui devient son mentor et la fait travailler. Sur son conseil elle intègre le London College of printing. 
À la suite du retour de la gauche en France en 1981, elle peut revenir à Paris, où elle travaille au journal Libération.
En 1990 elle fonde avec Jean-Charles Depaule, Jérôme Saint-Loubert Bié la publication Irrégulomadaire.

## Pratique artistique
La pratique du design graphique de Susanna Shannon s’ancre dans un goût profond pour la typographie contemporaine et ce qui s’imprime, avant et depuis l’avènement de la PAO. David King s’amusait à appeler sa jeune apprentie « Me and my typography ».
Elle participe à la refonte de nombreuses formules de presse dont L’Expansion, Les Inrockuptibles, Express styles, Libération et pour des villes ou des institutions. Indiquant que la fabrication de chaque ouvrage imprimé doit être unique, elle participe au design de nombreux livres d’art et catalogues d’exposition, notamment pour le Centre Pompidou : Joseph Beuys ; Le temps, vite ; L’informe ; Elles@centre Pompidou ; Crumb. 
Au printemps 2012, pendant la campagne de l’élection présidentielle, elle met en page les unes du journal Libération. 
Susanna Shannon dirige design dept, bureau de design graphique indépendant qu’elle a fondé en 1991. Elle a été membre du comité des rencontres internationales de Lures. 
En 2020, elle participe avec d’autres femmes graphistes à l’exposition Variations épicènes.

## Reconnaissance
- TDC Communication Design Winners 2018[4]

## Expositions
- Variations épicènes, Maison d'Art Bernard Anthonioz, Nogent sur Marne, 10 septembre au 15 décembre 2020[5]